# Tabaqueiros
Os Tabaqueiros são personagens emblemáticos do Carnaval de Afogados da Ingazeira, no Sertão de Pernambuco. Com suas máscaras, chocalhos, chibatas e um recipiente de chifre contendo fumo, esses foliões mascarados trazem alegria e tradição para as ruas da cidade.

## Histórico
A origem dos Tabaqueiros remonta aos primórdios do Carnaval de rua em Afogados da Ingazeira. A brincadeira, que passou a ser transmitida de geração em geração, representa o brilho e a animação da festa popular na cidade.
O Carnaval de Afogados da Ingazeira é um dos mais tradicionais de Pernambuco. Os Tabaqueiros são os grandes protagonistas da festa, levando alegria e animação para as ruas da cidade. A presença dos tabaqueiros atrai um grande público para o Carnaval, tornando a cidade um destino turístico importante na época da folia.
Os Tabaqueiros são muito mais do que simples personagens de Carnaval. Eles representam a identidade cultural de Afogados da Ingazeira e fortalecem os laços comunitários. A brincadeira dos tabaqueiros é uma forma de preservar as tradições e de passar adiante a história da cidade.

## Características
- Máscaras: As máscaras dos tabaqueiros são elaboradas, com detalhes que variam de um personagem para outro. Elas conferem um ar misterioso e divertido aos foliões.
- Chocalhos e chicotes: O chocalhos[10] e o chicote são instrumentos musicais e de animação, que acompanham os tabaqueiros durante os desfiles.
- Tabaco: O nome "tabaqueiro" vem do recipiente de chifre que os personagens carregam, contendo fumo. Essa tradição remete ao uso do tabaco na região.
- Vestimentas: As vestimentas dos tabaqueiros são coloridas e chamativas, com detalhes que variam de acordo com a criatividade de cada grupo.

## Data Comemorativa
No dia 27 de julho de cada ano, celebra-se o Dia Municipal do Tabaqueiro em Afogados da Ingazeira, fruto da Lei nº 0870, de autoria do então vereador, Augusto Martins.

## Ligações Externas
- Tabaqueiros no Instagram